# Basic (película)
Basic es una película estadounidense de 2003, del género Thriller, dirigida por John McTiernan y protagonizada por John Travolta, Connie Nielsen y Samuel L. Jackson.

## Sinopsis
Un grupo de Rangers, comandado por el sargento West, no entrega el informe después de un entrenamiento en la jungla de Panamá. Yendo al lugar en helicóptero, el coronel William Styles, comandante del campo de Rangers, sólo recupera a dos hombres, uno de los cuales está herido, y los lleva a Fort Clayton, donde serán interrogados por el capitán Julia Osborne. Pero Styles no tiene confianza en ella y llama a su viejo amigo y ex-camarada ranger Tom Hardy, agente de la DEA sospechoso de corrupción, con el fin de llevar una investigación oficiosa con el capitán Osborne.

## Argumento
En Panamá, un equipo de Rangers del Ejército dirigido por el Sargento Maestro Nathan West (Samuel L. Jackson) participa en un ejercicio de entrenamiento en la selva que incluye munición real. El sargento Ray Dunbar (Brian Van Holt) emerge de la selva con el teniente segundo Levi Kendall (Giovanni Ribisi) herido. Los dos hombres son perseguidos por el Sargento Mueller (Dash Mihok), quien les está disparando, y Dunbar mata a Mueller en defensa propia. Aunque no se encuentran otros cuerpos, el equipo de West se presume muerto.
Dunbar se niega a hablar con la investigadora de la Policía Militar, la Capitán Julia Osborne (Connie Nielsen), e insiste en hablar con un compañero Ranger desde fuera de la base, dibujando un "8" en un pedazo de papel. El comandante de la base, el coronel Bill Styles (Timothy Daly), llama a su amigo y a un experimentado interrogador, el agente de la DEA Tom Hardy (John Travolta), que también es un ex-Ranger, y lo asigna para ayudar a Osborne.
West era célebre por ser un sargento despiadado y duro como una piedra. Uno de los aprendices, Jay Pike (Taye Diggs), se ha ganado la ira de West por no seguir las órdenes, y puede haber organizado el asesinato.
Kendall, hijo de un general del Estado Mayor Conjunto, es homosexual y afirma que West lo odiaba y puede haberle ordenado un "accidente de entrenamiento". Dice que West murió cuando le dieron en la espalda con una granada de fósforo blanco. Cuando Pike confesó el crimen, Dunbar quiso entregarlo; se produjo un tiroteo en el que la mayoría de los aprendices fueron asesinados.
Dunbar dice que Kendall está mintiendo. Mueller y Castro (Cristián de la Fuente) estaban vendiendo ilegalmente medicamentos recetados y West se dio cuenta de su tráfico de drogas. Mueller usó la granada de Pike para matar a West, y luego trató de culpar a Pike. Se desató un tiroteo y varios aprendices murieron. Dunbar afirma que el Dr. Peter Vilmer (Harry Connick Jr.), un viejo amigo del antiguo interés amoroso de Hardy y Osborne, suministró las drogas y falsificó las pruebas de drogas para que los soldados salieran limpios. Después de confesar el crimen, Vilmer es puesto bajo arresto.
Styles ordena a Osborne y a Hardy que no vuelvan a hablar con Kendall. Desobedecen e interrogan a Kendall una vez más, pero de repente empeora, sangrando y vomitando sangre. Antes de morir, saca un'8' con su propia sangre. Hardy revela la conversación que tuvo antes con Styles. Se rumorea que hay un grupo de ex-Rangers en Panamá, entrenados por Occidente, que se convirtieron en traficantes de drogas. Se llaman a sí mismos Sección 8.
Styles está furioso; libera a Osborne de su deber y le pide a Hardy que se vaya. Considera que la investigación está cerrada y que el transporte del CID desde Washington llegará para llevarse a Vilmer y Dunbar.
Vilmer accidentalmente revela que'Dunbar' es en realidad Pike, y Hardy saca a Pike del avión en el último momento. En la nueva historia de Pike, West se enteró de la principal operación que se lleva a cabo en la base: el contrabando de cocaína. Se enfrentó a los Rangers y amenazó con entregarlos a las autoridades. Después de un breve tiroteo, West y los otros aprendices fueron asesinados. Pike entonces tomó las placas de Dunbar y llevó a Kendall al punto de extracción. Luego le da a Hardy, Osborne y Styles el número de una caja donde Vilmer había guardado cocaína.
Hardy entonces se enfrenta a Styles solo. Styles estuvo detrás de la operación de tráfico de drogas todo el tiempo. Cuando West reportó la operación a Styles, ordenó a Mueller y Kendall que lo mataran en la selva y luego envenenó a Kendall para mantenerlo callado. Styles intenta sobornar a Hardy, luego le apunta con su arma, pero es asesinado por Osborne, que estaba escuchando a escondidas su conversación.
Al concluir la investigación, Osbourne sospecha que Hardy puede estar involucrado, porque sirvió con West y lo odiaba, y porque la Sección 8 contiene a los antiguos aprendices de West. Ella ve a Pike colándose en el auto de Hardy y los sigue hasta la Ciudad de Panamá, donde entran por una puerta con una gran bola de ocho colgando encima. En el edificio, West y el resto del equipo la saludan: Castro, Dunbar y Núñez (Roselyn Sánchez), a quien Hardy revela como sus "colegas".
La Sección 8 es una unidad antidrogas de operaciones encubiertas dirigida por el coronel Tom Hardy, y la historia del "mercenario loco" es una tapadera para asustar a los cárteles. Los agentes se infiltraron en la base bajo nombres falsos para investigar el tráfico de cocaína, y descubrieron a Mueller, Kendall y Vilmer como responsables. West, sin darse cuenta de que Styles también estaba involucrado, le informó sobre el tráfico de drogas. La misión de entrenamiento ordenada por West fue una operación encubierta de la Sección 8 para eludir a Mueller y Kendall, fingiendo la muerte de West para trasladarlo a la Sección 8. Hardy había sido llamado a la base por el mensaje codificado para confirmar la participación de Styles y Vilmer.
Impresionado por su trabajo, Hardy le ofrece a Osborne un trabajo en la unidad. 

## Reparto
- John Travolta - Agente de la DEA Tom Hardy
- Connie Nielsen - Capitán Julia Osborne
- Samuel L. Jackson - Sargento Mayor Nathan West
- Tim Daly - Coronel Bill Styles
- Giovanni Ribisi - Teniente segundo Levi Kendall
- Brian Van Holt - Sargento Ray Dunbar/Jay Pike
- Taye Diggs - Jay Pike/Sargento Ray Dunbar
- Dash Mihok - Sargento Mueller
- Cristián de la Fuente - Castro
- Roselyn Sánchez - Nuñez
- Harry Connick Jr. - Dr. Peter Vilmer